# 豊間根駅
豊間根駅（とよまねえき）は、岩手県下閉伊郡山田町豊間根にある、三陸鉄道リアス線の駅である。
駅の愛称は「まつたけの里」。

## 歴史

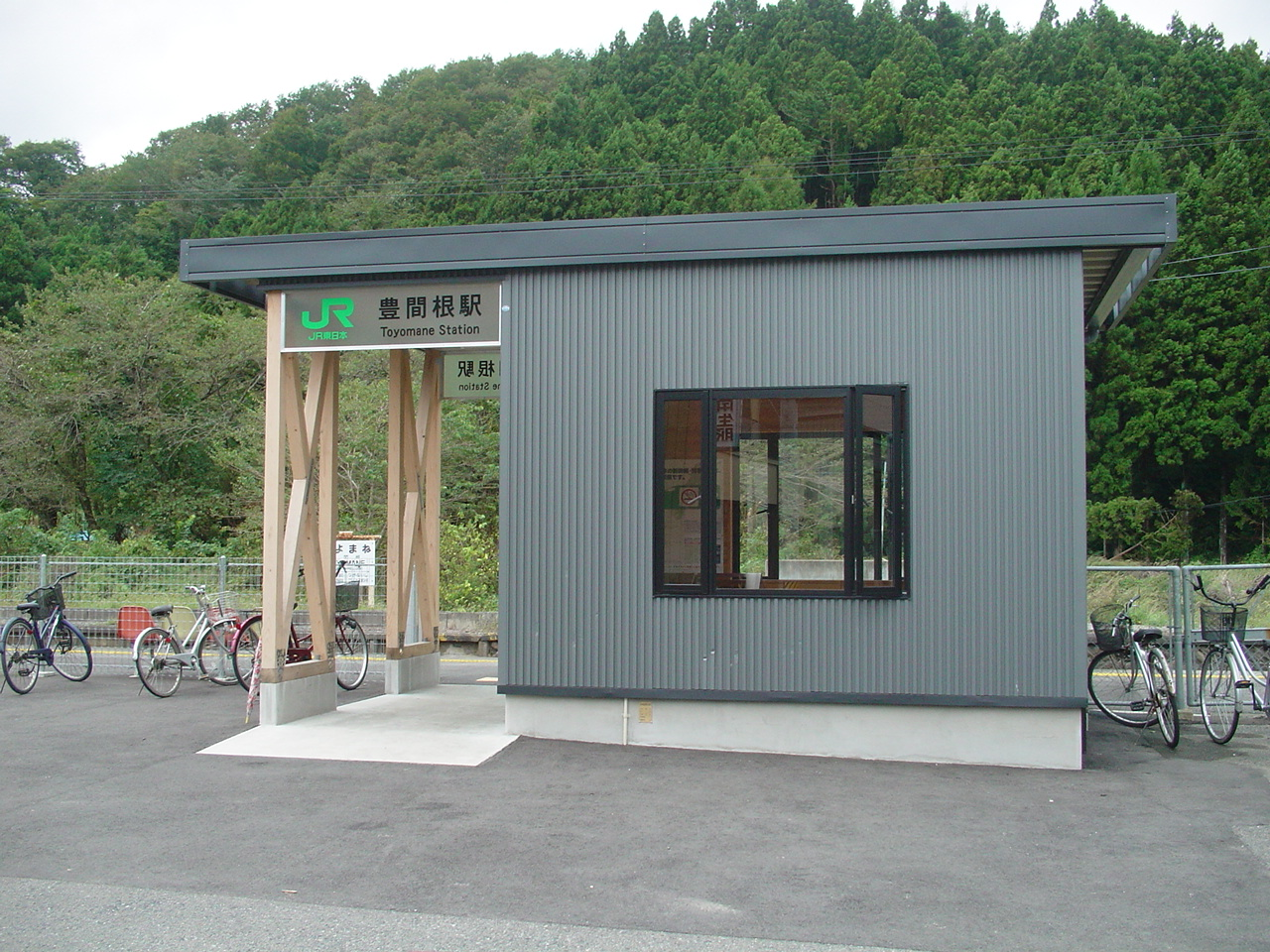
JR時代の駅舎（2007年9月）

- 1935年（昭和10年）11月17日：鉄道省山田線の駅として開業[1][2]。
- 1973年（昭和48年）1月1日：貨物の取り扱いを廃止[2]。
- 1984年（昭和59年）2月1日：荷物扱い廃止[2]。
- 1986年（昭和61年）11月1日：無人駅となる[3]。
- 1987年（昭和62年）4月1日：国鉄分割民営化により、東日本旅客鉄道（JR東日本）の駅となる[1][2]。
- 2011年（平成23年）3月11日：東日本大震災により営業休止。
- 2019年（平成31年）3月23日：当駅を含む宮古駅 - 釜石駅間復旧と同時に三陸鉄道に転換、リアス線の駅となる。

## 駅構造
現在は単式ホーム1面1線の地上駅であるが、かつては相対式ホーム2面2線で列車交換が可能な駅であった。

## 駅周辺
- 岩手県道290号宮古山田線
- 国道45号
- 豊間根郵便局
- 山田町役場豊間根支所
- 山田町立豊間根中学校
- 三陸沿岸道路 山田北インターチェンジ

## 隣の駅
三陸鉄道
■リアス線
陸中山田駅 - 豊間根駅 - 払川駅

#### 記事本文
1. 1 2 3  曽根悟（監修） 著、朝日新聞出版分冊百科編集部 編『週刊 歴史でめぐる鉄道全路線 国鉄・JR』 21号 釜石線・山田線・岩泉線・北上線・八戸線、朝日新聞出版〈週刊朝日百科〉、2009年12月6日、18-19頁。
2. 1 2 3 4 5  石野哲 編『停車場変遷大事典 国鉄・JR編』 II（初版）、JTB、1998年10月1日、500頁。ISBN 978-4-533-02980-6。
3. ↑  「通報 ●飯田線三河川合駅ほか186駅の駅員無配置について（旅客局）」『鉄道公報号外』日本国有鉄道総裁室文書課、1986年10月30日、12面。